# Adriana De Guilmi
Adriana De Guilmi (Vasto, 27 aprile 1948 – Milano, 21 gennaio 2015) è stata un'attrice italiana.

## Biografia
Nata a Vasto, nel 1967, ancora giovanissima, si trasferisce a Milano dove frequenta la facoltà di Lingue e Letterature Straniere all'Università Bocconi. Nel 1971 si diploma all'Accademia d'Arte drammatica di Milano con il premio Castiglioni. Nel 1979 partecipa ad uno stage all'Actor's Studio di New York.
Attrice di teatro, cinema e televisione, tra i numerosi lavori ricordiamo soprattutto il ruolo della governante Teresa nella soap opera Vivere che le dona la notorietà. Ricopre le vesti della domestica dal settembre 2007 fino al maggio 2008, data di chiusura della soap opera di Canale 5.
Successivamente entra nel cast, come guest star, della terza stagione della soap Un posto al sole d'estate, dove interpreta il personaggio di Caterina, la severa madre di Ludovica Mancini, interpretando lo stesso personaggio è presente anche nella quarta serie dello spin off di Un posto al sole.
Muore a Milano il 21 gennaio 2015. La salma è stata cremata e le ceneri sono state tumulate in una celletta presso il  Cimitero Maggiore di Milano. Era sposata con il doppiatore Natale Ciravolo.

## Filmografia parziale

### Cinema
- La corsa dell'innocente, regia di Carlo Carlei (1993)
- La destinazione, regia di Piero Sanna (2003)
- Nemmeno il destino, regia di Daniele Gaglianone (2004)
- 7 km da Gerusalemme, regia di Claudio Malaponti (2007)
- Vivaldi, il prete rosso, regia di Liana Marabini (2009)
- Cosa voglio di più, regia di Silvio Soldini (2010)
- Vallanzasca - Gli angeli del male, regia di Michele Placido (2010)
- Il gioiellino, regia di Andrea Molaioli (2012)

### Televisione
- La città infinita, regia di Gilberto Squizzato – miniserie TV, episodio L'assegno (2002)
- Ferrari, regia di Carlo Carlei – miniserie TV (2003)
- Casa Vianello – sitcom, episodio 12X04 (2003)
- L'avvocato, regia di Massimo Donati e Alessandro Maccagni – serie TV, episodio Akhenaton (2004)
- Roma – serie TV, episodio Philippi
- Vivere – soap opera (2007-2008)
- Un posto al sole d'estate – soap opera (2008-2009)
- CentoVetrine – soap opera (2009)
- Le segretarie del sesto, regia di Angelo Longoni – miniserie TV (2009)
- La donna velata, regia di Edoardo Margheriti (2009)
- Affari di famiglia 5 – serie TV (2011)
- Camera Café – telefilm, episodio Zia Agata (2012)
- 1992 – serie TV, episodio 1x09 (2015)

## Teatro
- Spogliarello (monologo) di Dino Buzzati
- Sola in casa (monologo) di Dino Buzzati
- Prove d'autore di Harold Pinter
- Terra vergine (monologo) di Gabriele D'Annunzio
- Gli amanti sinceri di Marivaux
- Che tempo fa di Michele Serra
- L'arcadia in Brenta di Carlo Goldoni
- La più forte (monologo) di August Strindberg